# Ocean Star Cruises
Ocean Star Cruises es una empresa mexicana de cruceros. Actualmente no opera ningún barco, el primer y único en su flota, el MV Ocean Star Pacific, está inactivo desde 2011 debido a fallas mecánicas. Fue fundada en 2010 en la Ciudad de México y su director general es Freddy Dellis. Los cruceros tenían como puerto de embarque en los puertos de Acapulco, Guerrero y Manzanillo, Colima; y como destinos a Cabo San Lucas, Baja California Sur, Puerto Vallarta, Jalisco,  Huatulco, Oaxaca y Ixtapa-Zihuatanejo, Guerrero.
Ocean Star Cruises es la primera empresa de cruceros de México.

## Historia
Ocean Star Cruises fue fundada en 2010 en la Ciudad de México, convirtiéndola en la primera empresa de cruceros de México. La empresa compró el Aquamarine de Louis Cruises en diciembre de 2010, el cual fue renombrado como Ocean Star Pacific que inició operaciones en abril de 2011. El barco navegó por la Riviera mexicana y recorrió los puertos turísticos reconocidos internacionalmente durante el 2011.

## Flota

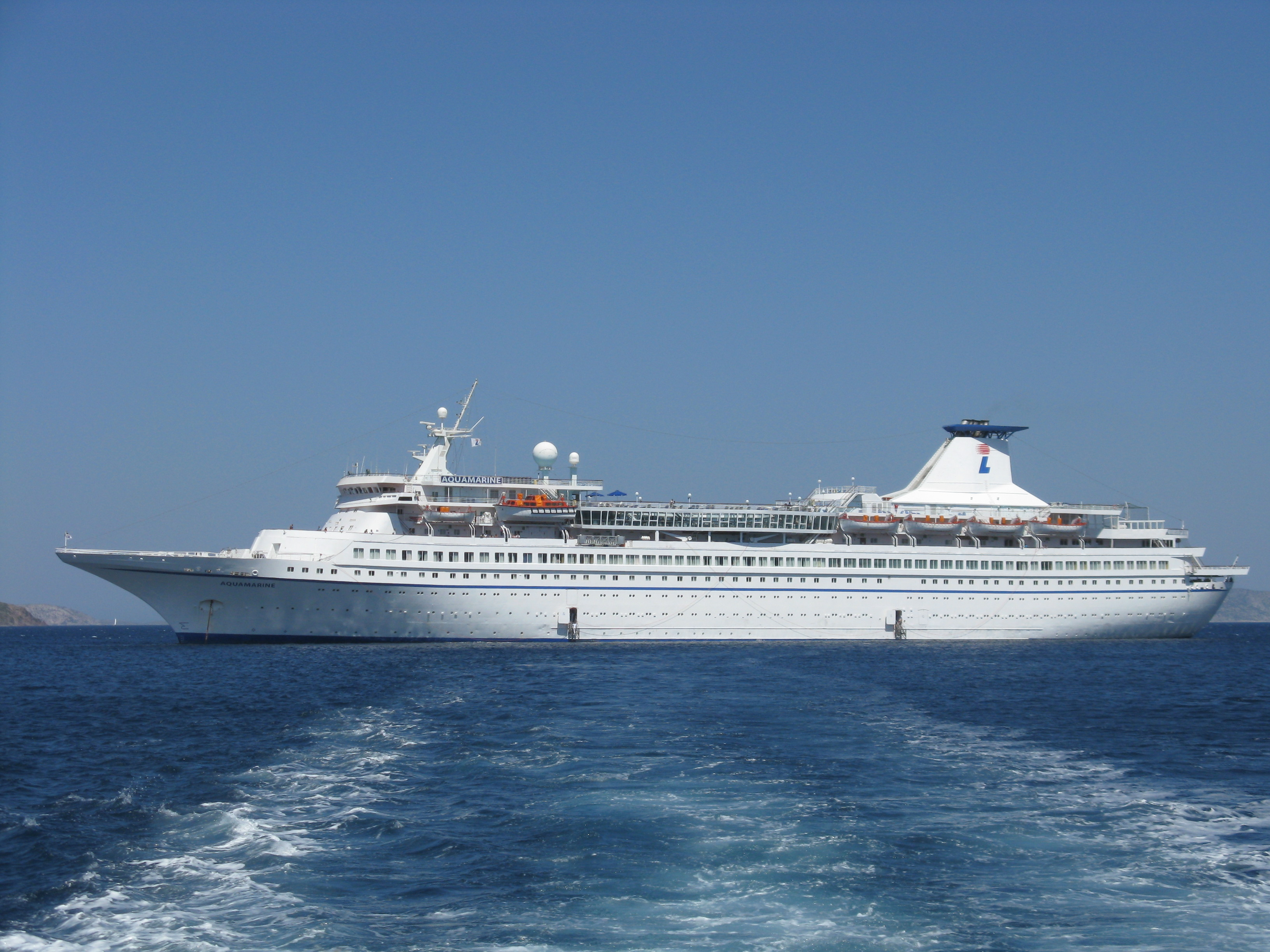
El Ocean Star Pacific.

| Barco              | Construcción | Servicio para la Ocean Star Cruises | Tonelaje  | Eslora | Bandera              |
| ------------------ | ------------ | ----------------------------------- | --------- | ------ | -------------------- |
| Ocean Star Pacific | 1971         | 2010-2011                           | 23,149 GT | 194 m  | Bandera de Finlandia |

## El Barco
El MV Ocean Star Pacific fue un crucero mexicano de origen finlandés, el cual fue operado por Ocean Star Cruises hasta 2011 debido a fallas mecánicas. Fue construido en 1971 por Wärtsilä en Helsinki, Finlandia para la Royal Caribbean Cruise Lines como MV Nordic Prince.
El MV Nordic Prince fue el segundo barco que se construyó para la Royal Caribbean Cruise Lines, y uno de los primeros barcos de crucero modernos construidos con tal objetivo. Fue botado el 9 de julio de 1970 y entró en servicio para la RCCL el 31 de julio de 1971. Al igual que su barco gemelo, el MV Song of Norway, se utilizó para cruceros en el Caribe con Miami, Florida, Estados Unidos como puerto de partida. En junio de 1980 la nave fue remodelada por Wärtsilä en Helsinki, Finlandia cuando la RCCL adquirió nuevos barcos a finales de 1980, el MV Nordic Prince fue utilizado para cruceros alrededor del mundo.

## Futuro
Ocean Star Cruises planea expandir su flota en los próximos cinco años en donde planea contar con 6 barcos de mayor capacidad y tamaño, incrementando sus rutas e itinerarios por México y luego por otras partes del mundo. Desde octubre de 2012, el primer y único barco de la flota, permanece anclado desde 2011 después de varias averías eléctricas.